# سفارة زيمبابوي في فرنسا
سفارة زيمبابوي في فرنسا هي أرفع تمثيل دبلوماسي لدولة زيمبابوي لدى فرنسا. تقع السفارة في باريس وهي تهدف لتعزيز المصالح الزيمبابوية في فرنسا.

## وصلات خارجية
- قائمة سفارات زيمبابوي
- قائمة السفارات في فرنسا